# Ekaterina Zhuravskaya
Ekaterina Zhuravskaya, née à Moscou en Russie le 16 août 1972, est une économiste russe (qui a également les nationalités française et suisse), professeure d'économie à l'École d'économie de Paris (PSE) et à l'EHESS. Elle est également chercheuse au Centre for Economic Policy Research à Londres dans les départements de politique publique et d'économie du développement. Elle a reçu la médaille d'argent du CNRS en 2019. 

## Biographie

### Éducation
Ekaterina Zhuravskaya (en russe Екатерина Всеволодовна Журавская, Ekaterina Vsievolodovna Jouravskaïa) entre en 1989 à l'université d'État de Moscou et y obtient son diplôme en 1993. Elle obtient ensuite un master of Science (MSc) en économie à  la London School of Economics en 1994. Elle entre à l'université Harvard où elle décroche son master (MA) en 1997. En 1999, elle y soutient également sa thèse de doctorat (PhD). 

### Carrière
Elle est professeure d'économie à l'École d'économie de Paris (PSE) et à l'EHESS depuis 2010. Elle est également chercheuse au Centre for Economic Policy Research depuis 2011. Ses recherches portent sur l'économie politique empirique et l'économie des médias. Ces dernières années, elle a étudié les facteurs qui rendent la diversité ethnique importante pour les conflits et le développement économique et social. Elle a étudié notamment l'impact de la déportation des peuples en URSS, l'impact de la ségrégation professionnelle ethnique sur les tensions ethniques dans le contexte de la violence historique anti-juive en Europe et l'impact de la manipulation politique sur les conflits ethniques en Asie centrale.

## Récompenses et honneurs
- 2019 : médaille d'argent du CNRS[2].
- 2018 : prix Birgit-Grodal
- 2015 : Bourse Consolidator Grant (1,6 million d'euros) du Conseil européen de la recherche

## Vie privée
Elle est mariée à Sergueï Gouriev, également économiste, et a deux enfants.

## Œuvres choisies
- Wurgler et Zhuravskaya, « Does arbitrage flatten demand curves for stocks? », The Journal of Business, vol. 75, no 4,‎ 2002, p. 583–608 (DOI 10.1086/341636, JSTOR 10.1086/341636)

- Zhuravskaya, « Incentives to provide local public goods: fiscal federalism, Russian style », Journal of Public Economics, vol. 76, no 3,‎ 2000, p. 337–368 (DOI 10.1016/s0047-2727(99)00090-0, lire en ligne)

- Akhmedov et Zhuravskaya, « Opportunistic political cycles: test in a young democracy setting », The Quarterly Journal of Economics, vol. 119, no 4,‎ 2004, p. 1301–1338 (DOI 10.1162/0033553042476206, JSTOR 25098719, lire en ligne)

- Enikolopov et Zhuravskaya, « Decentralization and political institutions », Journal of Public Economics, vol. 91, nos 11–12,‎ 2007, p. 2261–2290 (DOI 10.1016/j.jpubeco.2007.02.006)

- Enikolopov, Petrova et Zhuravskaya, « Media and political persuasion: Evidence from Russia », American Economic Review, vol. 101, no 7,‎ 2011, p. 3253–85 (DOI 10.1257/aer.101.7.3253, JSTOR 41408737, lire en ligne)

## références
1. 1 2 3 4  « C.V. of Ekaterina Zhuravskaya »
2. 1 2  « Ekaterina Zhuravskaya, enseignante-chercheuse en économie », sur CNRS (consulté le 27 décembre 2019)
3. ↑  (en) « CEPR Research Fellow Dr Ekaterina Zhuravskaya has won the 2018 Birgit Grodal Award | Centre for Economic Policy Research », cepr.org (consulté le 11 octobre 2018)
4. ↑  « Ekaterina Zhuravskaya », sur ERC (consulté le 27 décembre 2019)